# Arroyo Sarandí del Arapey
Der Arroyo Sarandí del Arapey ist ein Fluss in Uruguay.
Er entspringt an der Grenze des Departamento Salto zum Nachbardepartamento Artigas in der Cuchilla de Belén westlich der dort verlaufenden Ruta 30. Von dort verläuft er in südwestliche Richtung und tangiert dabei etwa nach dem ersten Viertel der zurückzulegenden Wegstrecke den Nordrand Sarandí del Arapeys. Er mündet schließlich als rechtsseitiger Nebenfluss in den Río Arapey.